# Juan de Paula
Juan de Paula es un deportista dominicano que compitió en judo. Ganó una medalla de bronce en el Campeonato Panamericano de Judo de 2000, en la categoría de –55 kg.

## Palmarés internacional
| Campeonato Panamericano | Campeonato Panamericano  | Campeonato Panamericano | Campeonato Panamericano |
| Año                     | Lugar                    | Medalla                 | Categoría               |
| ----------------------- | ------------------------ | ----------------------- | ----------------------- |
| 2000                    | Orlando (Estados Unidos) | Medalla de bronce       | –55 kg                  |